# Gallardosaurus
Gallardosaurus é um gênero de plesiossauro da família Pliosauridae, do Jurássico Superior de Cuba. Há uma única espécie descrita para o gênero Gallardosaurus iturraldei.